# 雅克马尔
雅克马尔（Jacquemart）是一个人物形状的自动机器，手握锤子定时敲钟，通常用木材或金属制造。雅克马尔通常是钟表或钟楼的一部分，通常接近或位于建筑的顶部。
最古老和最有名的雅克马尔之一，位于第戎圣母院的南塔楼，由勃艮第的菲利普二世安装于1383年。其他古老的雅克马尔位于瑞士首都伯尔尼Zytglogge钟楼的顶部，以及意大利威尼斯圣马可钟楼的摩尔人。 
这个词本来是法语，但有时在英语中也使用。这个词的起源是有争议的，其中一种说法认为是一种称为雅克的工具，由修建教堂塔楼的工匠使用。